# 氯磺酸甲酯
氯磺酸甲酯是一种有机化合物，化学式为CH3ClO3S。它可由硫酰氯和甲醇反应得到。它和氟化铯与4-氯苄基(苯基)硫醚在二氯甲烷中反应，可以得到4-氯苄基氟。它可用作羰基化合物的α位氯化试剂。